# Scheepswerf Bodewes (Millingen aan de Rijn)

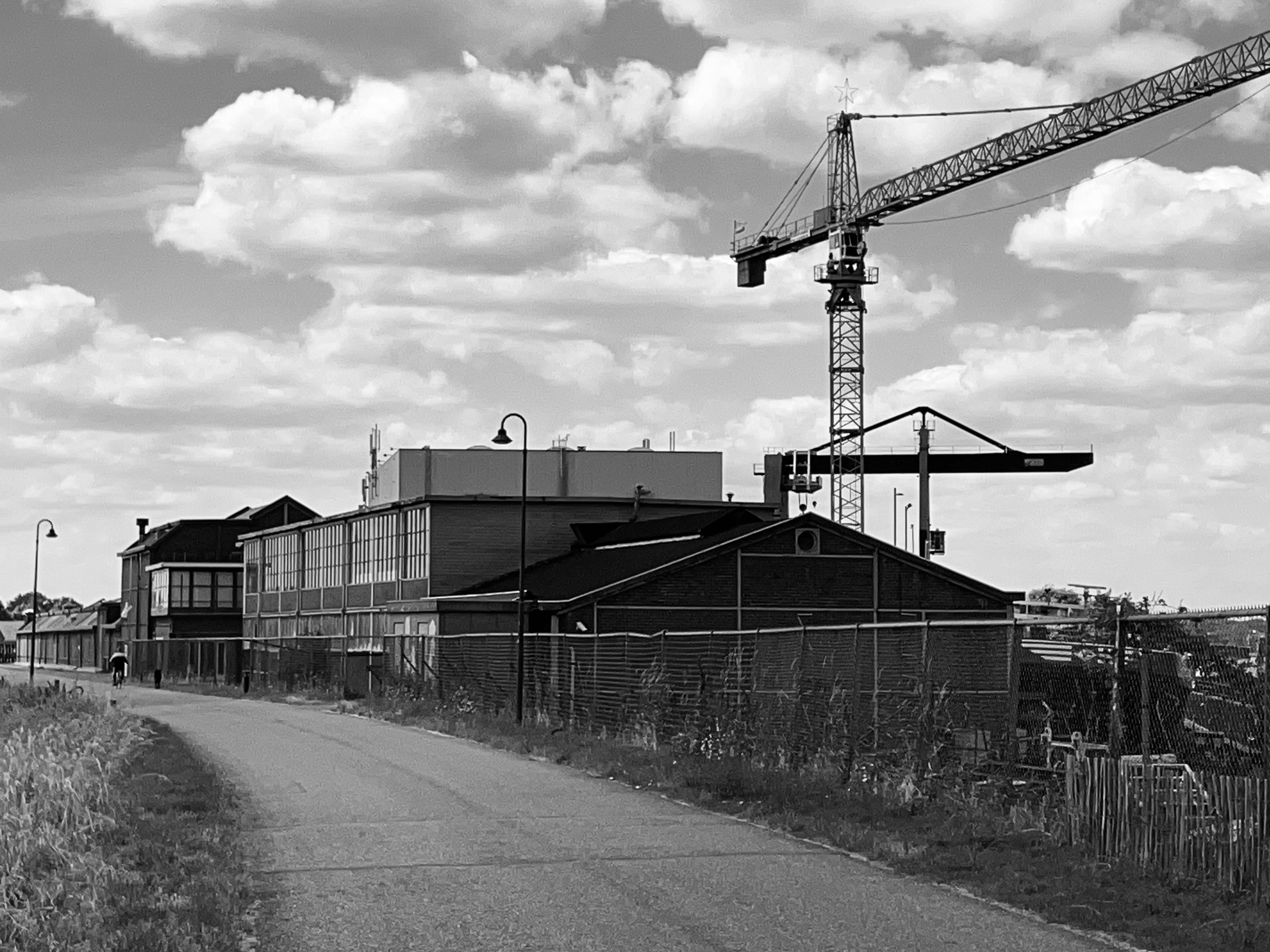
Scheepswerf Bodewes anno 2023

Scheepswerf Bodewes  is de algemeen bekende bedrijfsnaam van een in Millingen aan de Rijn gevestigde scheepsbouw-onderneming die bestaat sinds 1894, vanaf 2018 onder de naam Shipyard Milingen.

## Geschiedenis

### 1896 – 1940
Oprichter van de scheepswerf is de scheepsbouwer Mans (Harmannus Halbanus) Bodewes (Martenshoek (Groningen),1859 - Nijmegen, 1957). 
Hij kwam op verzoek van de eigenaar van een oever met daarop een kleine werf in 1889 met zijn broer Geert over om in Tolkamer een scheepswerf voor de bouw van ijzeren schepen te starten. In 1896 ging Mans, na onenigheid met zijn broer, zijn eigen weg. Hij leende geld bij zijn schoonfamilie (in 1896 huwelijk met Clementina Helena Maria Artz) en kocht de failliete scheepswerf Jakob van Lier, gelegen aan de overkant van de rivier de Rijn, in het dorp Millingen aan de Rijn. De locatie was strategisch gelegen, net voor de splitsing van de Rijn in het Pannerdensch Kanaal en de Waal.
Hij startte met circa 15 werknemers maar groeide binnen 10 jaar uit naar een bedrijf met meer dan 120 werknemers. De scheepswerf bouwde een groot aantal stalen Rijnschepen, voor voornamelijk Duitse opdrachtgevers. Nadat de scheepswerf in 1910 een dwarshelling van 160 meter had aangelegd kon met zich verder specialiseren en legde het bedrijf zich vooral toe op Rijn-sleepschepen.
Tijdens de Eerste Wereldoorlog werd, door de sterk afgenomen scheepvaart op de Rijn, het accent verlegd naar de bouw van vissersschepen, later van zeeschepen. In 1921 verkocht oprichter Bodewes het bedrijf maar bleef tot aan zijn pensioen in 1925 in dienst als directeur. Daarna werd aangetrouwdev familie, bedrijfsleider J.C. (Julius) Arntz aangesteld als de directeur, later opgevolgd door zijn zoon.
In 1924 kwam de scheepswerf in het nieuws nadat Gedeputeerde Staten, ondanks protest van de bond van binnenvaartscheepvaart in Rotterdam, zich achter het besluit van de Gemeente Millingen schaarde om loonsubsidie te verlenen aan de scheepswerf in verband met de bouw van twee Rijnschepen. Deze order was op dat moment van groot belang om de op dat moment 250 werknemers aan het werk te kunnen houden. Een jaar later bleek dat het bedrijf toch te weinig orders had om alle mensen in dienst te houden. In twee ontslagrondes werden ruim honderd werknemers ontslagen.
Vanaf 1927 nam vooral vanuit Duitsland de orderstroom weer toe en dat zorgde voor extra werkgelegenheid. Eind jaren dertig kwam de scheepswerf als een van de eersten met de toepassing van Voith-Schneider-propellers waarmee nieuw gebouwde passagiersschepen zoals de Prins Bernard en de Nassau werden uitgerust.

### Tweede Wereldoorlog
In 1940 kwam de scheepswerf in het nieuws toen de plots zeer sterk stijgende Rijn de scheepswerf overstroomde en kruiend ijs delen van de werf en schepen beschadigde.
De scheepswerf hield zich in de oorlogsjaren alleen bezig met scheepsreparaties. Men verborg een aantal essentiële machines om ze veilig te stellen voor de Duitsers en mogelijke bombardementen. Na de bevrijding van Nijmegen in 1944 kwam het front dichter bij de werf te liggen waardoor het werk op de werf stil kwam te liggen. In het laatste jaar van de oorlog liep de werf flinke schade op: veel was verdwenen en vaartuigen gezonken. Gebouwen, helling, lieren, gereedschappen en elektrische installaties waren verwoest.

### 1945 – 1968
In april 1945 bleek dat directeur J.Arntz niet meer in staat was om het bedrijf te leiden en werd de scheepswerf in opdracht van de provincie Gelderland onder tijdelijk bewind van De heer TH. Janssen uit Nijmegen geplaatst. In 1947 werd de zoon van Arntz, A.J.J. Arntz, die al vanaf 1935 werkzaam was binnen het bedrijf, benoemd tot directeur.
De scheepswerf startte na de oorlog in eerste instantie met de fabricage van steenvormen voor de omliggende steenfabrieken omdat er een grote vraag was naar stenen voor de wederopbouw. Vanaf 1955 kwam het accent weer op de scheepsbouw te liggen en toevloed van orders zorgde voor een grote groei in omzet en werknemers. Op het hoogtepunt van de werf telde het bedrijf zeshonderd werknemers en mede hierom werd in 1955 een eigen ondernemingsraad ingesteld, op dat moment bijzonder in de scheepswervensector.
In 1958 kreeg de scheepswerf opdracht van het Nederlandse Rode Kruis (NRK) om een speciaal hospitaalschip te bouwen. Bijna een jaar later, op 14 maart 1959, vond de tewaterlating plaats van de eerste nieuw gebouwde J. Henry Dunant. Het schip was ingericht voor het verblijf van geheel bedlegerige mensen en had 4 slaapzalen met 16 tot 22 patiënten. Het schip kon tevens dienst doen als evacuatieschip, drijvend hospitaal en als depot voor hulpgoederen.
De scheepswerf bouwde in deze jaren passagiersschepen, waaronder de Pieter Caland, het vlaggeschip van de Nederlands Stoomsleepdienst P. Smit Jr. (bekend van o.a. Spido Rotterdam), tankboten, sleepboten en bevoorradingsschepen voor Smit Lloyd (voornamelijk bedoeld voor de bouw van olieplatforms op de Noordzee) en kleine bankboten.

### 1969 - 1987
In 1969 richtte het bedrijf, samen met twee andere grote scheepswerven, De Waal in Zaltbommel en Gebr. Van de Werf te Deest, de coöperatieve vereniging Rijn-Waal Scheepswerven G.A op.
Om de toenemende orderstroom aan te kunnen nam het bedrijf in 1970 de scheepswerf en machinefabriek Vahali in Gendt over.

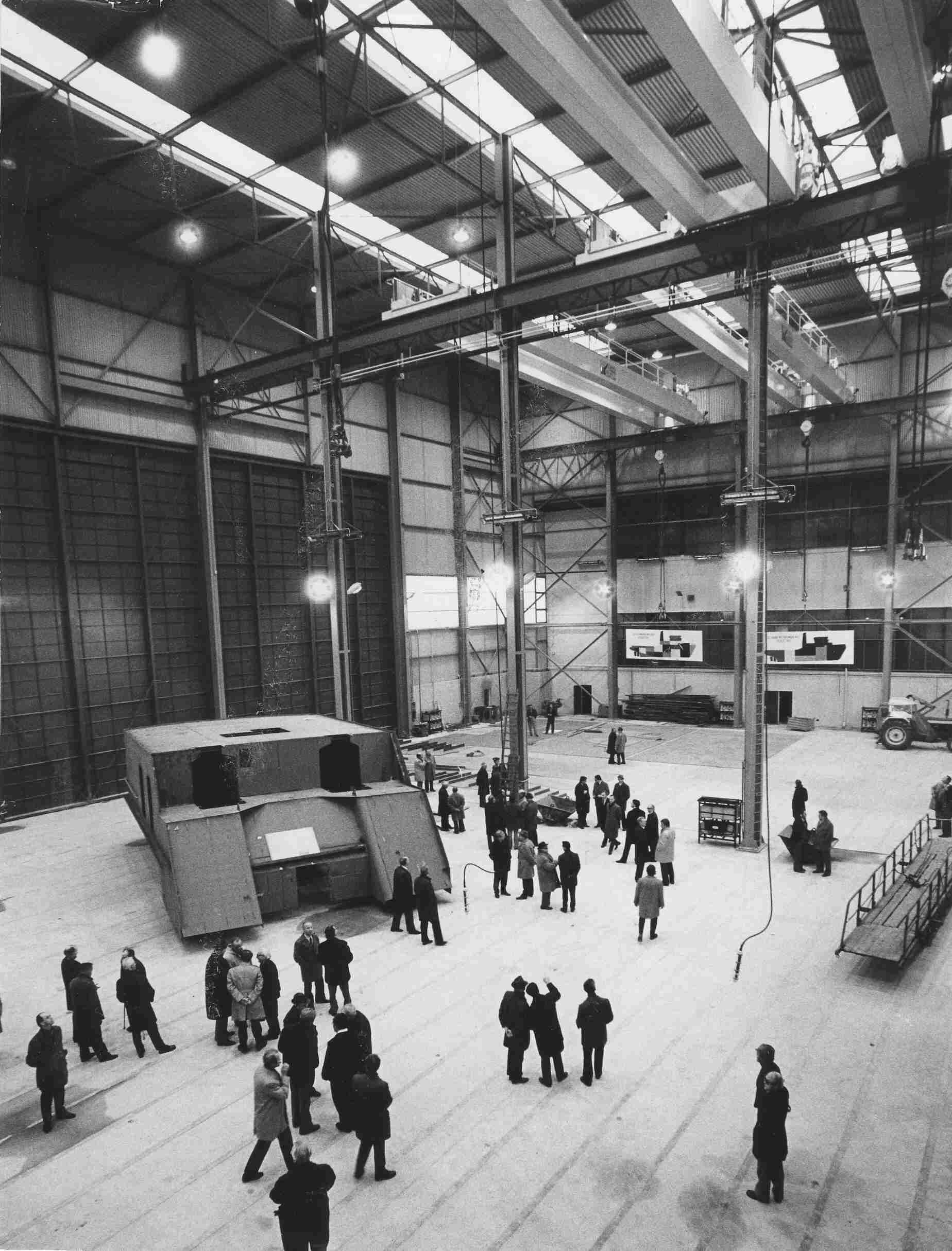
Nieuwe scheepshal Bodewes Millingen 1973

Het bedrijf besloot in 1973 onder leiding van de nieuwe directeur Magnus te moderniseren en deed, in samenwerking met de coöperatieve vereniging Rijn-Waal scheepswerven, een investering van 5 miljoen ten behoeve van de bouw van een nieuwe scheepshal waardoor onafhankelijk van weer en wind de fabricage van grotere scheepssecties mogelijk werd. Het personeelsbestand werd uitgebreid naar 374 werknemers.
In 1974 nam de Bodewes de noodlijdende collega scheepswerf Gebr. vd Werf uit Deest over voor een symbolisch bedrag van één gulden, met steun van het ministerie van Economische Zaken dat vier miljoen krediet verstrekte. Een jaar later kwam dit bedrijf met ruim 240 werknemers echter in de problemen toen bij de bouw van twee Franse chemicaliëntankers, met een orderbevestiging van 18,5 miljoen per tanker, enorme verliezen optraden. Moederbedrijf Bodewes Millingen en dochter Vahali in Gendt zouden hierdoor ook geraakt kunnen worden en dat was de reden dat men besloot om in 1975 faillissement aan te vragen.
In het zelfde jaar sloten nog een aantal scheepswerven zich aan bij de coöperatieve vereniging, waaronder scheepswerf Gelria Nijmegen, de Waal in Zaltbommel en A.S.M Arnhem.
In 1976 besluit de scheepswerf, vanwege veranderende economische omstandigheden, om haar dochterbedrijf Vahali in Gendt, met op dat moment 140 werknemers, te verkopen aan haar eigen oud-directeur Arntz, die inmiddels ook eigenaar was van Tankercleaning bedrijf Gelderland BV. Ook werd besloten om arbeidstijdverkorting in voeren. Een jaar later bleek dat niet voldoende om het hoofd boven water te houden en werd een reorganisatie doorgevoerd waarbij ontslag werd aangevraagd voor 47 van de 315 werknemers die in Millingen a/d Rijn op de scheepswerf werkten.
In 1981 besloten Bodewes en de scheepswerf Jonker&Stans te Hendrik Ido Ambacht om een gezamenlijke verkooporganisatie onder te brengen bij het ingenieursbureau Rijn-Waal Shipyards BV dat gevestigd was in Tiel. Dit leidde onder andere tot opdrachten van uit Panama en Zuid-Amerika. Ook dit bleek niet voldoende en de bedrijfskosten waren te hoog. Verdere sanering bleek in 1985 noodzakelijk. De personeelssterkte werd teruggebracht van 240 naar 110 werknemers.

### 1987 - 2013
Nadat het bedrijf in 1985 al een noodgedwongen reorganisatie had doorgevoerd dreigde in 1987 een faillissement.
In 1987 kreeg de scheepswerf een nieuwe eigenaar, het bedrijf Damen Shipyards uit Gorinchem (eigendom van scheepsbouwer Kommer Damen) dat later ook eigenaar werd de Hoop Schiedam en Vlaardingen Oost Bedrijven (VOB).
Na de overname bouwde men in Millingen a/d Rijn vooral binnenvaartschepen, zowel beunschepen als tankers.
De scheepsbouw floreerde van 2003 tot 2008 en in die periode bouwde de scheepswerf gemiddeld vijf casco-binnenvaartschepen per jaar.
De wereldwijde economische crisis in 2008 zorgde ervoor dat het aantal orders voor nieuwe schepen sterk afnam. Nadat in eerste instantie in oktober 2010 noodgedwongen een reorganisatie plaatsvond besloot het moederbedrijf Damen Shipyards in 2013 het bedrijf toch te sluiten.

### 2018 en verder
Eind januari 2018 besloten de twee nieuwe eigenaren van scheepswerf Gelria Nijmegen, beiden afkomstig uit Millingen aan de Rijn, om de leegstaande scheepswerf in Millingen voor een periode van drie jaar te huren te huren om scheepsreparaties te kunnen uitvoeren. Voordeel was dat het Nijmeegse bedrijf veel Millingse werknemers had die hierdoor minder ver hoefden te reizen. De werf onder de nieuwe naam Shipyard Milingen bleek levensvatbaar